# Skura
En skura (av ordet "skära") är inom heraldiken en delningslinje använd för att geometriskt indela en vapenskölds yta och olika fält. 
En skura som har högst två böjningar kallas för ett snitt. Skuror har olika namn beroende på vilken riktning och form skuran har. Från tid till annan tillskapas fler skuror, i Nordisk Familjebok står det "Skurorna kunna till antal och form vexla i det oändliga". Om inget annat anges i blasoneringen är skuran rak.
Exempel på skuror är trebergsskura, ett heraldiskt treberg använt som delningslinje, och trappskura, en tinnskura med en ännu en tinne på vardera tinne, bildande de första stegen av en trappgavel.

## Bildexempel
Samtliga sköldar är delade i silver och rött. Engelska termer inom parentes.

### Snitt

Bågsnitt
Mantelsnitt/sparrsnitt
Vinkelsnitt
Blixtsnitt

### Skuror

Fjällskura (engrailed)
Karvskura (invected)
Vågskura (wavy/undy)
Tinnskura (embattled)
Dubbel tinnskura (embattled grady)
Skyskura (nebuly)
Tryckt skyskura
Grantoppskura
Grankvistskura (fir-twigged)
Sågskura (indented)
Tandskura (dancetty)
Ulvtandskura
Ulvtandskura med rundade spetsar
Böjd ulvtandskura
Klöverbladsskura
Lindskura
Liljeskura
Korsskura
Kryckskura (potenté/potenty)
Palissadskura
Skansskura
Laxstjärtskura (dovetailed)
Törnskura
Grenskura (raguly)
Flamskura
Strålskura (rayonné)
Gråverkskura (urdy)